# 2-deidro-3-deossi-D-gluconato 6-deidrogenasi
La 2-deidro-3-deossi-D-gluconato 6-deidrogenasi è un enzima appartenente alla classe delle ossidoreduttasi, che catalizza la seguente reazione:
2-deidro-3-deossiD-gluconato + NADP+ ⇄ (4S,5S)-4,5-diidrossi-2,6-diossoesanoato + NADPH + H+